# Hành pháp (Việt Nam)
Hành pháp trong Nhà nước pháp quyền xã hội chủ nghĩa Việt Nam là một bộ phận của quyền lực nhà nước, trong đó các cơ quan nhà nước thực hiện quyền hành pháp trên cơ sở một hệ thống thể chế pháp lý nhằm xây dựng Nhà nước pháp quyền xã hội chủ nghĩa Việt Nam của Nhân dân, do Nhân dân, vì Nhân dân..

## Quyền hành pháp
Quyền hành pháp là quyền tổ chức thực hiện ý chí chung của quốc gia do Chính phủ đảm trách. Thuộc tính cơ bản xuyên suốt mọi hoạt động của quyền này là quản lý nhà nước mà thực chất là tổ chức thực hiện pháp luật để bảo đảm an ninh, an toàn và phát triển xã hội. Thực hiện quyền này đòi hỏi Chính phủ, các thành viên của Chính phủ phải nhanh nhạy, quyết đoán kịp thời và quyền uy tập trung thống nhất; thường xuyên kiểm tra, thanh tra - một hình thức kiểm soát quyền lực bên trong bộ máy hành pháp. Nội hàm quyền hành pháp gồm có:
- Đề xuất chính sách và dự thảo luật để trình quốc hội xem xét, thông qua.
- Ban hành các kế hoạch, chính sách cụ thể và văn bản dưới luật để các cơ quan hành chính nhà nước thực thi các chủ trương chính sách và luật đã được thông qua.
- Chỉ đạo vĩ mô, hướng dẫn điều hành và giám sát việc thực hiện kế hoạch, chủ trương, chính sách.
- Thiết lập trật tự công (trật tự hành chính) trên cơ sở các quy định của luật (lập quy), phát hiện điều tra, xử lý vi phạm theo thẩm quyền hoặc/và yêu cầu tòa án xét xử theo trình tự, thủ tục tư pháp (quyền công tố cũng được xđ là quyền hành pháp).[2]

## Vai trò của quyền hành pháp
Chính phủ và hệ thống hành chính đóng vai trò vô cùng quan trọng trong việc thực hiện công việc của nhà nước. Chính phủ kiến tạo chính sách, trình dự án luật, lãnh đạo quá trình tổ chức thi hành chính sách, pháp luật. Các bộ và các cơ quan hành chính nhà nước trực tiếp tổ chức thi hành chính sách, pháp luật.

## Hành chính trong hành pháp
Quyền hành chính là phương thức thực hiện quyền hành pháp trong đời sống và là phương thức tồn tại căn bản của quyền hành pháp. Đối với hành pháp, hành chính nhà nước có chức năng sau:
- Trực tiếp thi hành các chủ trương, chính sách và pháp luật đã được các cơ quan nhà nước có thẩm quyền ban hành.
- Thiết lập, duy trì trật tự hành chính trong một lĩnh vực nhất định thông qua việc ban hành các văn bản hành chính nhằm bảo vệ lợi ích công cộng và sau đó là xử lý các hành vi vi phạm trật tự hành chính đó.
- Thực thi quyền của chủ sở hữu nhà nước trong các doanh nghiệp có sở hữu vốn nhà nước.
- Cung cấp, thực hiện các dịch vụ công theo các chủ trương, chính sách, kế hoạch do cơ quan có thẩm quyền ban hành.

## Hệ thống hành pháp
Hệ thống của Việt Nam là hệ thống của quốc gia đơn nhất, không phải quốc gia liên bang. Công việc nhà nước về mặt lý luận được thực hiện thống nhất từ trung ương đến địa phương; về cơ bản là phân tán, cơ quan hành chính ở mỗi cấp chịu trách nhiệm trước tiên trước cơ quan quyền lực nhà nước ở địa phương. Nguồn gốc và tính địa phương của hệ thống hành pháp Việt Nam là rất mạnh.

## Thẩm quyền hệ thống hành pháp
- Thẩm quyền ban hành pháp luật
- Thẩm quyền tổ chức thi hành pháp luật
- Thẩm quyền xử lý vi phạm pháp luật (xử lý hành chính)

## Đặc điểm
- Hành pháp trong Nhà nước pháp quyền xã hội chủ nghĩa Việt Nam đặt dưới sự lãnh đạo của một đảng duy nhất là Đảng Cộng sản Việt Nam.
- Tuân theo nguyên tắc quyền lực Nhà nước là thống nhất, nhưng có sự phân công, phối hợp, kiểm soát giữa các cơ quan Nhà nước trong thực hiện các quyền lập pháp, hành pháp, tư pháp.
- Chính phủ là cơ quan Hành chính Nhà nước cao nhất của nước Cộng hoà xã hội chủ nghĩa Việt Nam, thực hiện quyền hành pháp, là cơ quan chấp hành của Quốc hội.
- Hệ thống hành pháp trong Nhà nước pháp quyền xã hội chủ nghĩa Việt Nam hiện nay là hệ thống hành pháp của một đất nước đang chuyển sang nền kinh tế thị trường và hội nhập quốc tế.

## Tính chất
- Tính chủ động (đề xuất, khởi xướng việc xây dựng chính sách).
- Tính chấp hành (tính chất thi hành pháp luật).
- Tính hành chính nhà nước: hoạt động quản lý, điều hành và phục vụ trên tất cả các lĩnh vực khác nhau của đời sống xã hội, trong đó hành chính công giữ vị trí quan trọng.

## Vai trò của hành pháp
- Hành pháp cùng với lập pháp và tư pháp tiếp tục thể chế hóa và tổ chức thực hiện các quan điểm, chủ trương, chính sách của Đảng.
- Hành pháp cùng với lập pháp và tư pháp bảo đảm quyền lực nhà nước là thống nhất, có sự phân công, phối hợp, kiểm soát giữa các cơ quan nhà nước trong thực hiện các quyền lập pháp, hành pháp, tư pháp.
- Hành pháp giữ vai trò quan trọng nhất trong việc hiện thực hóa các quy định về quyền và lợi ích của các cá nhân, tổ chức và xã hội.

## Thể chế hành pháp
Thể chế hành pháp là các quy định của Hiến pháp, pháp luật tạo cơ sở pháp lý cho tổ chức và hoạt động của các cơ quan thực hiện quyền hành pháp. Thể chế hành pháp quy định:
- Tổ chức, chức năng, nhiệm vụ của thiết chế hành pháp, gồm: Chính phủ, các cơ quan hành chính nhà nước ở địa phương (Hội đồng nhân dân, Ủy ban nhân dân các cấp).
- Phạm vi, thẩm quyền, trình tự, thủ tục lập quy để thực hiện quyền lập quy.
- Hoạt động điều hành hành chính (thực hiện quyền hành chính): ban hành Quyết định hành chính, thực hiện hành vi hành chính, ban hành chính sách để quản lý mọi mặt của đời sống xã hội và nội bộ bộ máy hành chính nhà nước.

## Thiết chế hành pháp
Thiết chế hành pháp là cơ quan thực hiện quyền hành pháp, bao gồm:
- Điều 94, Hiến pháp năm 2013 quy định: "Chính phủ là cơ quan hành chính nhà nước cao nhất của nước Cộng hoà xã hội chủ nghĩa Việt Nam, thực hiện quyền hành pháp, là cơ quan chấp hành của Quốc hội. Chính phủ chịu trách nhiệm trước Quốc hội và báo cáo công tác trước Quốc hội, Ủy ban Thường vụ Quốc hội, Chủ tịch nước".
- Điều 110 Hiến pháp năm 2013 xác định: "Các đơn vị hành chính của nước Cộng hoà xã hội chủ nghĩa Việt Nam được phân định như sau: (1) Nước chia thành tỉnh, thành phố trực thuộc trung ương; (2) Tỉnh chia thành huyện, thị xã và thành phố thuộc tỉnh; thành phố trực thuộc trung ương chia thành quận, huyện, thị xã và đơn vị hành chính tương đương; (3) Huyện chia thành xã, thị trấn; thị xã và thành phố thuộc tỉnh chia thành phường và xã; quận chia thành phường."

## Hoạt động hành pháp
Hoạt động lập quy hành chính tạo cơ sở pháp lý cho hoạt động quản lý, điều hành của các cơ quan quản lý hành chính nhà nước; cụ thể:
- Chính phủ có thẩm quyền ban hành nghị định; nghị quyết liên tịch.
- Thủ tướng Chính phủ có thẩm quyền ban hành quyết định.
- Bộ trưởng, Thủ trưởng cơ quan ngang bộ có thẩm quyền ban hành Thông tư; Thông tư liên tịch giữa Bộ trưởng, Thủ trưởng cơ quan ngang bộ với Chánh án Tòa án nhân dân tối cao, Viện trưởng Viện Kiểm sát nhân dân tối cao.
- Ủy ban nhân dân cấp tỉnh có thẩm quyền ban hành quyết định.

Hoạt động ban hành và tổ chức các quyết định hành chính:
- Hoạt động quản lý nhân sự hành chính nhà nước
- Hoạt động quản lý tài chính công, tài sản công
- Hoạt động quản lý hành chính nhà nước trên các lĩnh vực kinh tê, văn hoá, khoa học công nghệ, giáo dục, an ninh quốc phòng...
- Cải cách hành chính, trọng tâm thủ tục hành chính
- Đạo đức công vụ, kỹ năng nghề nghiệp.

## Bài liên quan
- Hành pháp
- Lập pháp
- Tư pháp
- Thể chế
- Thiết chế